# Z213: Exit

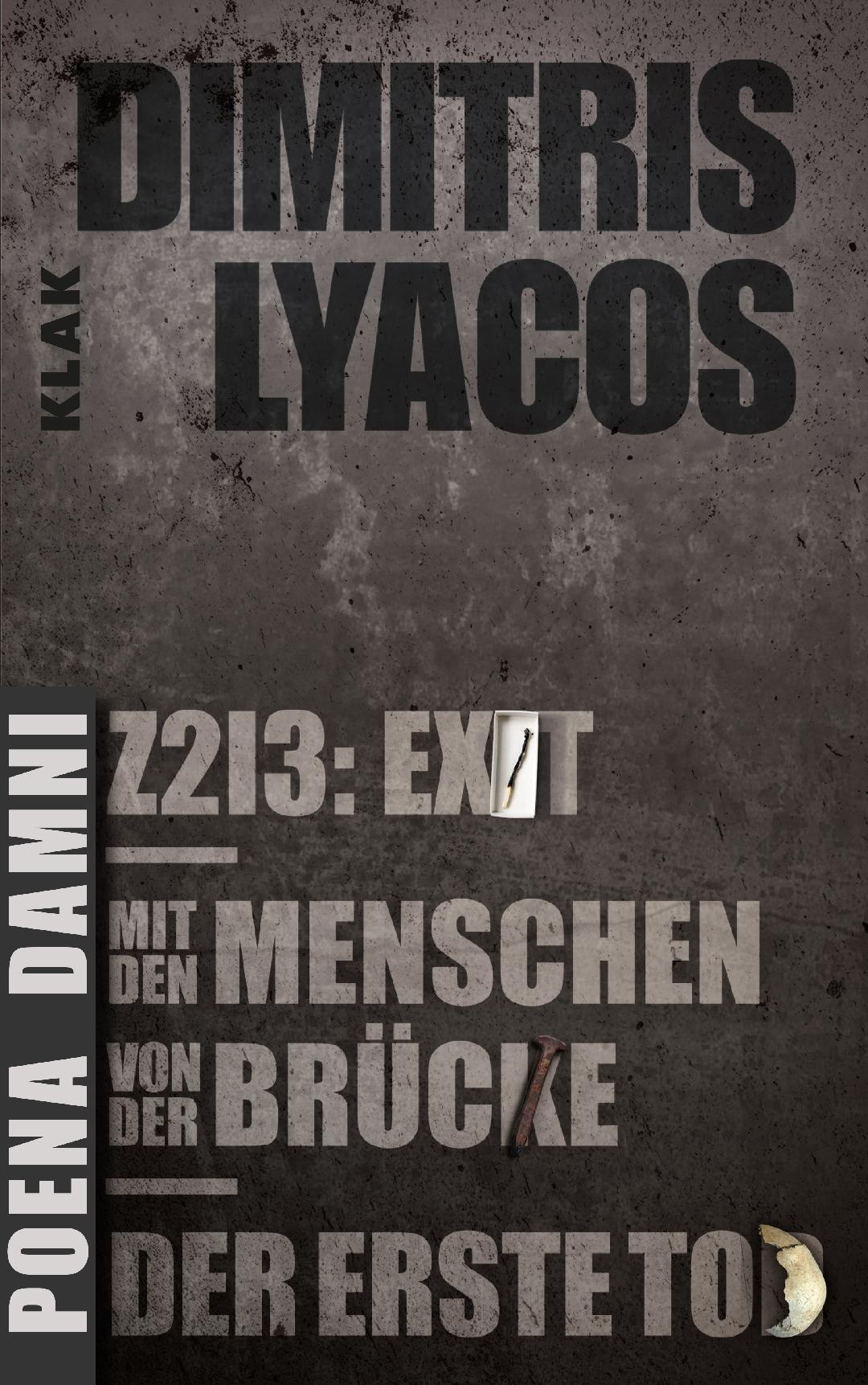
POENA DAMNI TRILOGIE - DEUTSCHE AUSGABE

Z213: Exit ist das erste Buch der Poena-Damni-Trilogie des griechischen Schriftstellers Dimitris Lyacos. Obwohl es das erste in der erzählerischen Reihenfolge war, wurde das Buch von den dreien als drittes veröffentlicht. Die Arbeit entwickelt sich als eine Folge fragmentierter Tagebucheinträge, die die einsamen Erfahrungen einer unbenannten, Ulysses-ähnlichen Persona im Verlauf einer Zugreise aufzeichnen, die sich allmählich in eine innere Erkundung der Grenzen zwischen Selbst und Realität verwandelt. Die Reise ähnelt auch der Erfahrung einer religiösen Suche mit einer Vielzahl biblischer Referenzen, meist aus dem Alten Testament, die in den oft eingebetteten Text eingebettet sind und auf Interpunktion verzichten. Die meisten Kritiker stellen Z213: Exit in einen postmodernen Kontext und untersuchen Korrelationen mit Schriftstellern wie Samuel Beckett und Cormac McCarthy, während andere ihre modernistischen Affinitäten und die feste Grundlage des Werks auf klassischen und religiösen Texten unterstreichen.
Z213: Exit verwischt Genregrenzen und ist gleichzeitig Novelle, Gedicht und Tagebuch. Im Gegensatz zu „Tatsachenberichten“ wie „Wenn dies ein Mann ist“, von Primo Levi nimmt das Werk einen Modus des oneirischen (traumähnlichen) Realismus an, bei dem Horror unter die Oberfläche des Bewusstseins gezwungen wird, nur um in neuen und zunehmend alptraumhaften Formen wieder aufzutauchen. Anspielungen auf Tragödien der jüngeren Menschheitsgeschichte sind offensichtlich, obwohl zahlreiche biblische und mythische Motive auf ein viel breiteres Projekt schließen lassen. Das Buch kann als erster Band eines postmodernen Epos gelesen werden. Es gilt als eines der wichtigsten anti-utopischen Werke des 21. Jahrhunderts.

## Synopsis

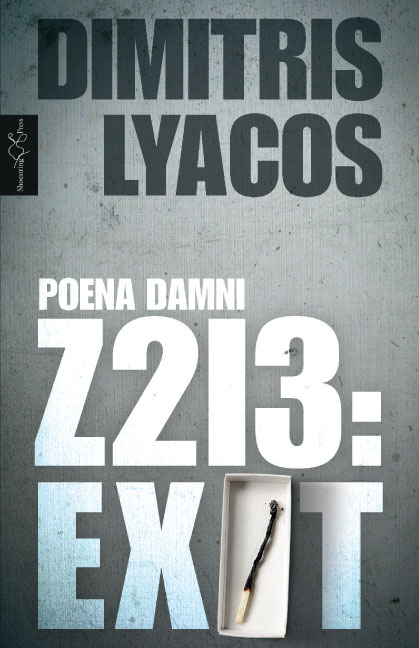
Umschlagvorderseite der englischen Ausgabe

Die Arbeit erzählt, was sich wie ein persönliches Tagebuch liest, in Versform sowie in postmoderner poetischer Prosa die Wanderungen eines Mannes, der aus einem bewachten Gebäude flieht, in einer alptraumhaften Version eines post-armageddonischen Ambientes. In den ersten Abschnitten des Buches flieht der Erzähler/Protagonist aus einer Art von Haftanstalt, die aus Abteilungen und Personal besteht und aus der Menschen unerklärlicherweise weggebracht und in Gruben geworfen werden. Der Flüchtling verlässt das „Lager“, um zum nahegelegenen Bahnhof zu gelangen, und beginnt eine Reise, die er in einem „gefundenen“ bibelartigen Heft aufzeichnet, das er in sein Tagebuch verwandelt. Im weiteren Verlauf der Reise entsteht ein wachsendes Gefühl der Paranoia, und die Vorstellung, verfolgt zu werden, wird zu einer zunehmend zentralen Angelegenheit. Es gibt jedoch keine Verfolger, die im Verlauf der Reise identifiziert werden können, und die angebliche Jagd bleibt bis zum Ende ein Rätsel. Die Umgebung scheint auf einen dekadenten futuristischen Staat totalitärer Art zu verweisen. Die Reise wird auf unbestimmte Weise abgebildet, obwohl schräge Bezüge ein Gefühl von Zeit-Raum-Vakuum erzeugen. Der Erzähler scheint sich vorwärts zu bewegen, während er gleichzeitig in seine eigenen albtraumhaften Fantasien verstrickt wird. Z213: Exit endet mit der Beschreibung eines Opfers, bei dem der Protagonist und eine „hungrige Bande“ ein Lamm am Spieß braten, seinen noch blökenden Körper schneiden und enthäuten und dessen Eingeweide entfernen, als ob sie einen heiligen Ritus beobachten würden. Die Stimmung wird durch die übergeordnete Wüstenlandschaft erweitert, die (es ist niemals explizit) das Ergebnis eines Krieges sein kann, der die Landschaft in Trümmern gelassen hat. Der allgemeine Eindruck erinnert an eine spirituelle Suche oder an eine eschatologische Erfahrung.

## Titel
Der Titel des Buches scheint einen Fall von Überbestimmung darzustellen, und es wurden verschiedene Vorschläge von Wissenschaftlern und Gutachtern gemacht, die auf unterschiedliche Richtungen im Text verweisen. Es besteht der allgemeine Eindruck, dass Z213 angesichts des Inhalts des Buches als fiktives Tagebuch eines Flüchtlings die eindeutige Nummer, Abteilung oder Abteilung eines Insassen in einem angeblichen Gefängnis angeben könnte. Eine Reihe anderer Interpretationen wurde wie folgt vorgeschlagen:
1) Die erste Abfahrt des Protagonisten vom Bahnhof ist 21.13 Uhr. Die gleiche Passage bezieht sich auf die beiden archetypischen Wanderer Ulysses und Moses.
2) In Matthäus 2:13 fordert ein Engel Maria und Joseph auf, nach Ägypten zu fliehen, um dem Massaker von Herodes zu entgehen.
3) 1313 – 13 wiederholt, zweimal wiederholt das Jahr der Roten (Schilf-)Seeüberquerung sowie das Jahr der Offenbarung auf dem Sinai.
4) Im Jahr 213 v. Chr. Finden in China bedeutende Buchverbrennungen statt, nachdem Kaiser Qin Shi Huang die Entscheidung getroffen hatte.
5) 213 n. Chr. Ist das Jahr der Durchführung durch Constitutio Antoniniana, in dem alle Freiwilligen mit Ausnahme der Dediticii das Recht auf römische Staatsbürgerschaft erhalten haben. Das Buch bezieht sich spezifisch auf sie und auf einen Zustand der Staatenlosigkeit.
6) Das Buch bezieht sich schräg auf eine nicht benannte Substanz, die Halluzinationszustände zu provozieren scheint: Nach dem Charakter des Buches ist der Buchstabe Z der zweite Buchstabe des Namens der Substanz, auf den „einige Zahlen“ folgen.
7) Der Buchstabe Z steht im Zusammenhang mit der Wurzel des Wortes Azazel (לַעֲזָאזֵל la-aza'zeyl) und bezeichnet den Sündenbock, der in Leviticus 16 in der Wildnis gegossen wurde. Im Buch wird ausdrücklich auf den Leviticus-Auszug Bezug genommen.

## Themen
Z213: Exit rekontextualisiert Elemente aus dem größeren griechischen Kanon – einschließlich des entflohenen Helden und des frommen Wanderers. Es dreht sich um eine Vielzahl miteinander verbundener Themen, wobei die Suche und der Sündenbock sowohl in seiner sozialen als auch in seiner religiösen Dimension vorherrschend sind. Durch die Flucht und die allmähliche Entfremdung der Hauptfigur des Buches, die vor einer Struktur geflohen ist, die als eine Art Gefängnis dargestellt wird, wird gezeigt, dass eine Person das mutmaßliche Opfer einer Verfolgungsordnung ist. Dies wird zusätzlich durch das zugrunde liegende Trauma eines realen – oder eingebildeten – sozialen Zusammenbruchs erschwert, dessen Details sich im Verlauf der Reise des Erzählers entfalten. Die Exposition außerhalb der Grenzen einer vertrauten Welt wirkt sich auch nachteilig auf die Haltung des Selbst und der Realität aus, die der Erzähler/Autor wiederherstellen muss. Verbannung bringt den Streit mit sich, ein bekanntes Universum zu rekonstruieren, durch die Bildung neuer und Assimilation von manchmal unverständlichen, albtraumhaften oder halluzinatorischen Erfahrungen. Eine „persönliche Realität“ neu zu erfinden, auf andere Bezug zu nehmen und eine metaphysisch feste Grundlage zu suchen, ist ein Hauptanliegen, das zu existenziellen Ängsten und einem wachsenden Gefühl der Paranoia führt. Gleichzeitig gibt es Bestrebungen, einen abwesenden Gott zu erreichen, der sich scheinbar ständig von der Reichweite des Protagonisten zu entfernen scheint, und erweckt Erfahrungen, die von Mystikern der negativen Theologie, Dantes Inferno und dem Buch Hiob beschrieben werden.

## Stil
Z213: Exit verwendet das Artefakt des Palimpsests, um die verschiedenen Schichten seines mythischen, historischen und fiktionalen Inhalts zu vermitteln. Beginnend in medias res, baut es eine Art unlösbare Überlieferung um seinen Erzähler/Protagonisten auf, in der sich Poesie und Prosa abwechseln, um seine inneren Gedanken und Erfahrungen darzustellen. Poetische Tropen kombinieren sich austauschbar mit einem fast telegrafischen Stil, wobei Artikel und Verknüpfungen weggelassen werden, während die Rhetorik der Tagebuchform verwendet wird; hauptsächlich umgangssprachlich, mit Verletzungen und Verzerrungen der Grammatik. Frei schwebende Sätze und Lücken bilden gelegentlich eine gebrochene unstrukturierte Syntax, die zwar eng erscheint, aber genügend Lücken hinterlässt, durch die unterbewusste Ängste zum Ausdruck gebracht werden. Gleichzeitig wird die Sprache rhythmisch verwendet, um, inmitten von Verzweiflung, eine Musikalität zu schaffen.
Es wurde festgestellt, dass Z213: Exit anstelle seiner formalen Merkmale die tiefe Struktur der Tragödie aufweist und daher als post-tragisches Werk bezeichnet wurde. Religiöse und visionäre Bilder sowie ein biblischer Sprachstil dominieren mit dem Alten Testament (meistens Thora) und verschiedenen altgriechischen Texten, die wiederkehrende Bezugspunkte sind. Manchmal werden externe Quellen ergänzt und nahtlos in den Text integriert, um Teil der Erzählung des Protagonisten zu werden. Auf der sprachlichen Ebene erzeugt der Text selbst eine „liminale“ und fragmentierte Landschaft, die den Bruch der zeitlichen und räumlichen Beziehungen im Universum darstellt, das im Verlauf der Reise enträtselt wurde. Letztendlich scheint der Text einen eigenen unabhängigen Status zu haben, um sich selbst zu überlegen, zu arrangieren und neu zu ordnen.

## Publikationsgeschichte und Rezeption
Die griechische Originalfassung (griechischer Titel: Z213: ΕΞΟΔΟΣ) wurde erstmals im Jahr 2009 veröffentlicht. Die englische Übersetzung von Shorsha Sullivan erschien 2010 von Shoestring Press, gefolgt von einer zweiten überarbeiteten Auflage im Jahr 2016. Das Buch ist in seinen beiden Ausgaben das am häufigsten rezensierte Werk zeitgenössischer griechischer Literatur in Übersetzung. Der Kritiker Michael O’Sullivan begrüßte das Buch als „eine wunderbar dunkle, aber verlockende Beschreibung dessen, was man als eine Philosophie der Ausgänge und Eingänge beschreiben könnte“ und als „bequem unter solchen Werken wie Kafkas „Vor dem Gesetz“ und Becketts kurzes Gedicht „Mein Weg ist im Sand“ zu sitzen. Der Literaturkritiker und Robinson-Jeffers-Gelehrte Robert Zaller betrachtete das Buch als „eines der wichtigsten und herausforderndsten literarischen Werke, die in Griechenland in der vergangenen Generation entstanden sind“. Die Arbeit wird als charakteristischer Exponent der Fragmentierungstechnik in der zeitgenössischen Literatur angesehen, während sie gleichzeitig als Erbe epischer Poesie wahrgenommen wird und die antike Erzählungstradition zu einem postmodernen Idiom formt. Z213: Exit gehört zum Kanon postmoderner Texte, die im neuen Jahrtausend veröffentlicht wurden, und Lyacos’ Poena Damni Trilogie ist wohl das bedeutendste griechische Werk in der postmodernen Literatur und Theatergeschichte. Die Trilogie als Ganzes ist al als ein Beispiel für das postmoderne Erhabene sowie als eines der wichtigsten anti-utopischen Werke des 21. Jahrhunderts eingestuft. Das Buch war kommerziell einer der meistverkauften Titel der zeitgenössischen griechischen Dichtung in englischer Übersetzung. Eine neue, überarbeitete Version von Z213: Exit. (ISBN 978-1-910323-62-5) erschien im Oktober 2016, während die vollständige Trilogie in einer Box-Set, Englische Ausgabe, im November 2018 veröffentlicht wurde.
Die Poena Damni-Trilogie erschien erstmals in deutscher Sprache in Form der ersten Fassung des zweiten Buches [Nyctivoe] von CTL-Presse, Hamburg, in einer zweibändigen griechisch-deutschen Ausgabe anlässlich der Frankfurter Buchmesse 2001. Die erste Ausgabe der dritten Das Buch „Der erste Tod“ erschien erstmals 2008 in deutscher Sprache (ISBN 978-3-940249-27-2), gefolgt von einer zweiten Ausgabe im Jahr 2014 (ISBN 978-3-940249-85-2). Die endgültige vollständige Trilogie-Ausgabe erschien im April 2020 im Klak Verlag (ISBN 978-3-948156-33-6). Die deutsche Ausgabe wurde vom Krautreporter als bester in Deutschland veröffentlichter Gedichtband des Jahres 2020 ausgewählt.